# Ponte di De-Sauty
Il ponte di De-Sauty è un circuito elettrico, analogo al ponte di Maxwell, che permette di misurare con ottima precisione la capacità di un elemento collegato ad esso.
È costituito da un generatore di tensione alternata che alimenta un ponte di due rami in parallelo contenenti il componente da misurare, impedenze variabili e impedenze fisse campione a valore noto.
Un ramo contiene un resistore campione a valore di resistenza nota in serie ad un altro resistore campione con valore di resistenza nota.
L'altro ramo contiene il componente capacitivo da misurare in serie a un resistore (che tiene conto della non idealità del condensatore) in serie ad un potenziometro e un condensatore variabile.
Infine è necessario collegare un indicatore di zero nei punti indicati in figura a lato.

## Funzionamento
Il componente capacitivo reale da misurare sarà dotato anche di una sua resistenza interna schematizzabile come un ulteriore resistore in serie ad esso. Quando l'indicatore di zero indica una corrente nulla tra i due punti che collega è evidente che i punti in questione abbiano differenza di potenziale nulla. Possiamo dunque considerare le cadute di tensione sul resistore campione e sul condensatore (ed eventuale sua resistenza interna) identiche.
Supponiamo che il circuito sia alimentato con una corrente alternata in regime sinusoidale di pulsazione f.
In tale condizione è immediatamente verificabile la seguente identità:
{\displaystyle Z_{1}Z_{3}=Z_{2}Z_{4}}
Sarà dunque necessario agire sul potenziometro e sul condensatore variabile in modo tale da creare la situazione di cui sopra grazie alla quale, passando alla rappresentazione complessa delle grandezze elettriche, possiamo ricavare:
{\displaystyle R_{1}{\Big (}R_{3}+{\frac {1}{j\omega C_{3}}}{\Big )}=R_{2}{\Big (}R_{x}+{\frac {1}{j\omega C_{x}}}{\Big )}}
Dalla quale otteniamo direttamente il valore della capacità ricercato:
{\displaystyle C_{x}={\frac {C_{3}R_{2}}{R_{1}}}}
e quello della resistenza intrinseca del nostro componente reale:
{\displaystyle R_{x}={\frac {R_{3}R_{1}}{R_{2}}}}

## Osservazioni
Il Ponte di De Sauty presenta delle caratteristiche tali da renderlo ottimale per la misura di elementi capacitivi.
In particolare il ponte in questione permette di ricavare anche la misura della resistenza interna del componente capacitivo. 
Il suo unico difetto è di possedere un elemento capacitivo variabile che a sua volta propagherà un errore sulla misura finale della capacità.